# Scainiïta
La scainiïta és un mineral de la classe dels sulfurs. Rep el nom pel doctor Giuseppe Scaini (1906-1988), enginyer i habilidós investigador de la sistemàtica i la mineralogia italiana.

## Característiques
La scainiïta és una sulfosal de fórmula química Pb14Sb30S54O₅. Va ser aprovada com a espècie vàlida per l'Associació Mineralògica Internacional l'any 1997, sent publicada per primera vegada el 1999. Cristal·litza en el sistema monoclínic.
Segons la classificació de Nickel-Strunz, la scainiïta pertany a «02.JB: Sulfosals de l'arquetip PbS, derivats de la galena, amb Pb» juntament amb els següents minerals: diaforita, cosalita, freieslebenita, marrita, cannizzarita, wittita, junoïta, neyita, nordströmita, nuffieldita, proudita, weibul·lita, felbertalita, rouxelita, angelaïta, cuproneyita, geocronita, jordanita, kirkiïta, tsugaruïta, pillaïta, zinkenita, pellouxita, chovanita, aschamalmita, bursaïta, eskimoïta, fizelyita, gustavita, lil·lianita, ourayita, ramdohrita, roshchinita, schirmerita, treasurita, uchucchacuaïta, ustarasita, vikingita, xilingolita, heyrovskýita, andorita IV, gratonita, marrucciïta, vurroïta i arsenquatrandorita.

## Formació i jaciments
Va ser descoberta a la mina Buca della Vena, situada a Ponte Stazzemese, dins la Província de Lucca (Toscana, Itàlia). També ha estat descrita a diversos indrets d'Eslovàquia, sent els únics a tot el planeta on ha estat descrita aquesta espècie mineral, juntament a la seva localitat tipus.